# Carlos Vela
Pour les articles homonymes, voir Vela.
Carlos Alberto Vela Garrido, né le 1er mars 1989 à Cancún (Mexique), est un ancien footballeur international mexicain qui évoluait au poste d'attaquant.
Il détient également la nationalité espagnole.

## Biographie

### En club
Avant de connaître l'Europe, Carlos Vela commence sa carrière au CD Guadalajara. Bien qu'il n'ait jamais joué avec l'équipe première qui évolue en première division mexicaine, il devient célèbre lorsqu'il participe à la Coupe du monde des moins de 17 ans en 2005, permettant au Mexique de remporter la compétition en marquant cinq buts durant le tournoi et en finissant meilleur buteur.
Cette performance attire les convoitises de nombreux clubs européens, mais c'est Arsenal qui remporte la course pour sa signature en novembre 2005, faisant signer Vela pour cinq ans. Cependant, en raison des restrictions d'âge en Premier League pour des joueurs extra-communautaires, il ne peut pas faire ses débuts en Angleterre avant janvier 2008 et est ainsi été prêté à Salamanque pour la saison 2006-2007 puis à l'Osasuna Pampelune pour la suivante.
Revenu à Arsenal pour la saison 2008-2009, Carlos Vela effectue la quasi-totalité des matchs d'avant-saison, se faisant remarquer notamment face à Stuttgart et au FC Séville, matchs au cours desquels il marque à chaque fois.
Le 30 août 2008, il fait ses débuts en Premier League face à Newcastle United (3-0) en remplacement de Robin van Persie. Il marque pour la première fois en compétition officielle lors du match de League Cup face à Sheffield United (6-0), match au cours duquel il inscrit un triplé. Son second but ce soir-là laisse présager son potentiel : sur une longue passe de Kieran Gibbs, il contrôle de la poitrine et élimine deux adversaires avant de se présenter seul face au gardien, qu'il bat d'un lob astucieux. Il marque son premier but en championnat face à Portsmouth le 2 mai 2009. En décembre 2009, il prolonge son contrat en faveur des Gunners pour une « longue durée ».
Afin d'acquérir plus de temps de jeu, il est prêté fin janvier 2011 à West Bromwich Albion jusqu'à la fin de la saison sans option d'achat.
Le 20 février 2011, il inscrit son premier but avec West Brom lors du match comptant pour la 18e journée de Premier League face à Wolverhampton, ce but est important car il permet au club de West Bromwich de prendre un point à la dernière minute du match (1-1).
Le 16 août suivant, Vela est prêté pour une saison au club espagnol de la Real Sociedad. Il effectue une saison pleine en Liga puisqu'il prend part à 37 matchs et marque 12 buts toutes compétitions confondues.
Mi-juillet 2012, le club espagnol annonce avoir fait signer pour quatre ans le jeune attaquant mexicain. Il hérite du numéro 11, laissé libre à la suite du départ du capitaine Mikel Aranburu.
Le 23 novembre 2013, il inscrit son premier quadruplé avec la Real Sociedad.
En août 2017, il s'engage avec le club américain du Los Angeles FC, qu'il rejoint au début de l'année 2018. Auteur d'une saison 2019 exceptionnelle sur le plan individuel, Vela bat le record de buts en une saison en Major League Soccer avec un total de 34 buts en 31 matchs, devançant Zlatan Ibrahimović. Le 1er mars 2020, Vela marque le premier but de sa saison d'un lob à la suite d'une belle action individuelle contre la nouvelle franchise de la MLS créée par David Beckham, l'Inter Miami.
Au terme d'une saison 2022 aboutie, il décroche avec son équipe le Supporters' Shield 2022 avant de remporter la première Coupe MLS de l'histoire de la franchise en 2022.

### En sélection
Carlos Vela honore sa première sélection en A le 12 septembre 2007 lors d'un match amical face au Brésil. Un mois plus tard, il signe sa première réalisation sous les couleurs mexicaines lors du match amical opposant le Mexique au Guatemala, joué à Los Angeles. Sa première titularisation internationale intervient le 7 février 2008 lors d'un match face aux États-Unis (2-2) durant lequel il est remplacé par son coéquipier Giovani dos Santos.
Lors de l'été 2009, il est convoqué avec l'équipe nationale mexicaine pour disputer la Gold Cup aux États-Unis. Lors de la compétition, il marque le tir au but vainqueur lors de la demi-finale face au Costa Rica. Lors de la finale opposant les États-Unis au Mexique, Vela marque le troisième des cinq buts de son équipe, contribuant ainsi à la victoire finale (5-0).
En 2010, il fait partie des 23 joueurs convoqués par Javier Aguirre pour participer à la Coupe du monde en Afrique du Sud. Le Mexique parvient à passer le premier tour mais est éliminé par l'Argentine en huitièmes de finale (3-1).
En septembre 2010, il est suspendu six mois par la Fédération mexicaine pour avoir participé à « une fête non autorisée ».
En 2011, Arsenal refuse de libérer Vela pour la Gold Cup. Le Mexique remporte cependant cette compétition sans lui.
Le 3 février 2014, Carlos Vela refuse de participer à la Coupe du monde 2014 avec la sélection mexicaine.
En 2018, il fait partie des 23 joueurs convoqués par Javier Aguirre pour participer à la Coupe du monde en Russie. Il marque le but victorieux de son équipe contre la Corée du Sud (2-1) en phase de groupes. La sélection mexicaine est cependant éliminée dès les huitièmes de finale par le Brésil.

## Statistiques
| Saison                | Club                           | Championnat           | Championnat | Championnat | Championnat | Coupe(s) nationale(s) | Coupe(s) nationale(s) | Coupe(s) nationale(s) | Compétition(s) continentale(s) | Compétition(s) continentale(s) | Compétition(s) continentale(s) | Compétition(s) continentale(s) | Séries | Séries | Séries | Mexique | Mexique | Mexique | Total | Total | Total |
| Saison                | Club                           | Division              | M.          | B.          | P.d.        | M.                    | B.                    | P.d.                  | Comp.                          | M.                             | B.                             | P.d.                           | M.     | B.     | P.d.   | M.      | B.      | P.d.    | M.    | B.    | P.d.  |
| 2006-2007             | UD Salamanque (prêt)           | Liga BBVA             | 31          | 8           | 2           | 1                     | 0                     | 0                     | -                              | -                              | -                              | -                              | -      | -      | -      | -       | -       | -       | 32    | 8     | 2     |
| 2007-2008             | CA Osasuna (prêt)              | Primera División      | 33          | 3           | 4           | -                     | -                     | -                     | -                              | -                              | -                              | -                              | -      | -      | -      | 7       | 4       | 0       | 40    | 7     | 4     |
| 2008-2009             | Arsenal FC                     | Premier League        | 14          | 1           | 0           | 7                     | 5                     | 3                     | C1                             | 8                              | 0                              | 0                              | -      | -      | -      | 12      | 2       | 2       | 41    | 8     | 5     |
| 2009-2010             | Arsenal FC                     | Premier League        | 11          | 1           | 0           | 4                     | 1                     | 2                     | C1                             | 5                              | 0                              | 0                              | -      | -      | -      | 11      | 3       | 1       | 31    | 5     | 3     |
| 2010-2011             | Arsenal FC                     | Premier League        | 4           | 1           | 0           | 5                     | 0                     | 1                     | C1                             | 4                              | 2                              | 0                              | -      | -      | -      | 3       | 0       | 0       | 16    | 3     | 1     |
| Sous-total            | Sous-total                     | Sous-total            | 29          | 3           | 0           | 16                    | 6                     | 6                     | -                              | 17                             | 2                              | 0                              | -      | -      | -      | 26      | 5       | 3       | 88    | 16    | 9     |
| 2010-2011             | West Bromwich Albion FC (prêt) | Premier League        | 8           | 2           | 1           | -                     | -                     | -                     | -                              | -                              | -                              | -                              | -      | -      | -      | 2       | 0       | 0       | 10    | 2     | 1     |
| 2011-2012             | Real Sociedad (prêt)           | Liga BBVA             | 35          | 12          | 7           | 2                     | 0                     | 0                     | -                              | -                              | -                              | -                              | -      | -      | -      | -       | -       | -       | 37    | 12    | 7     |
| 2012-2013             | Real Sociedad                  | Liga BBVA             | 35          | 14          | 9           | 2                     | 0                     | 0                     | -                              | -                              | -                              | -                              | -      | -      | -      | -       | -       | -       | 37    | 14    | 9     |
| 2013-2014             | Real Sociedad                  | Liga BBVA             | 37          | 16          | 12          | 7                     | 2                     | 0                     | C1                             | 8                              | 3                              | 1                              | -      | -      | -      | -       | -       | -       | 52    | 21    | 13    |
| 2014-2015             | Real Sociedad                  | Liga BBVA             | 29          | 9           | 3           | 1                     | 1                     | 1                     | C3                             | 2                              | 0                              | 0                              | -      | -      | -      | 9       | 4       | 1       | 41    | 14    | 5     |
| 2015-2016             | Real Sociedad                  | Liga BBVA             | 35          | 5           | 4           | 1                     | 0                     | 0                     | -                              | -                              | -                              | -                              | -      | -      | -      | 4       | 2       | 0       | 40    | 7     | 4     |
| 2016-2017             | Real Sociedad                  | LaLiga                | 35          | 9           | 2           | 4                     | 1                     | 0                     | -                              | -                              | -                              | -                              | -      | -      | -      | 10      | 2       | 3       | 49    | 12    | 5     |
| 2017-2018             | Real Sociedad                  | LaLiga                | 13          | 1           | 0           | 2                     | 0                     | 0                     | C3                             | 2                              | 0                              | 0                              | -      | -      | -      | 6       | 1       | 0       | 23    | 2     | 0     |
| Sous-total            | Sous-total                     | Sous-total            | 219         | 66          | 37          | 19                    | 4                     | 1                     | -                              | 12                             | 3                              | 1                              | -      | -      | -      | 29      | 9       | 4       | 279   | 82    | 43    |
| 2018                  | Los Angeles FC                 | MLS                   | 28          | 14          | 10          | 2                     | 1                     | 0                     | -                              | -                              | -                              | -                              | 1      | 0      | 1      | 8       | 1       | 1       | 39    | 16    | 12    |
| 2019                  | Los Angeles FC                 | MLS                   | 31          | 34          | 10          | 3                     | 2                     | 1                     | -                              | -                              | -                              | -                              | 2      | 2      | 1      | -       | -       | -       | 36    | 38    | 12    |
| 2020                  | Los Angeles FC                 | MLS                   | 7           | 4           | 1           | -                     | -                     | -                     | LCC                            | 5                              | 5                              | 0                              | 1      | 0      | 1      | -       | -       | -       | 13    | 9     | 2     |
| 2021                  | Los Angeles FC                 | MLS                   | 20          | 5           | 5           | -                     | -                     | -                     | -                              | -                              | -                              | -                              | -      | -      | -      | -       | -       | -       | 20    | 5     | 5     |
| 2022                  | Los Angeles FC                 | MLS                   | 32          | 12          | 9           | 3                     | 0                     | 1                     | -                              | -                              | -                              | -                              | 3      | 0      | 3      | -       | -       | -       | 38    | 12    | 13    |
| 2023                  | Los Angeles FC                 | MLS                   | 1           | 1           | 1           | 0                     | 0                     | 0                     | LCup                           | 0                              | 0                              | 0                              | -      | -      | -      | -       | -       | -       | 1     | 1     | 1     |
| Sous-total            | Sous-total                     | Sous-total            | 119         | 70          | 36          | 8                     | 3                     | 2                     | -                              | 5                              | 5                              | 0                              | 7      | 2      | 6      | 8       | 1       | 1       | 147   | 81    | 45    |
| Total sur la carrière | Total sur la carrière          | Total sur la carrière | 439         | 162         | 80          | 44                    | 13                    | 9                     | -                              | 34                             | 10                             | 1                              | 7      | 2      | 6      | 72      | 19      | 8       | 596   | 206   | 104   |

## Palmarès

### En club
Arsenal
- Finaliste de la Coupe de la Ligue anglaise en 2011
- Finaliste de la Ligue des champions en 2006

 Los Angeles FC
- Vainqueur de la Coupe MLS en 2022
- Vainqueur du Supporters' Shield en 2019 et 2022
- Finaliste de la Ligue des champions de la CONCACAF en 2020 et 2023
- Finaliste de la Coupe MLS en 2023

### En sélection
- Vainqueur de la Coupe du monde des moins de 17 ans en 2005
- Vainqueur de la Gold Cup en 2009 et en 2015

### Distinctions personnelles
- Meilleur buteur de la Coupe du monde des moins de 17 ans en 2005
- Joueur du mois en Liga : décembre 2013, novembre 2014
- Joueur du mois de la MLS 2019 : mars, avril et septembre
- MLS Golden Boot : 2019
- Nommé meilleur joueur de la MLS : 2019
- Nommé dans l'équipe type de la MLS (MLS Best XI) en 2018 et 2019